# Rue d'Erlon
La rue d'Erlon est une voie de Nantes, en France.

## Situation et accès
Située dans le centre-ville de Nantes, la rue d'Erlon, qui relie la rue Porte-Neuve à la rue Faustin-Hélie, est bitumée et est ouverte à la circulation automobile. Elle longe le sud de la place Sainte-Elisabeth.

## Origine du nom
Elle rend hommage à Jean-Baptiste Drouet d'Erlon (1765-1844), militaire français de la Révolution et de l'Empire, maréchal de France en 1843, qui fut commandant de la division militaire de Nantes.

## Historique

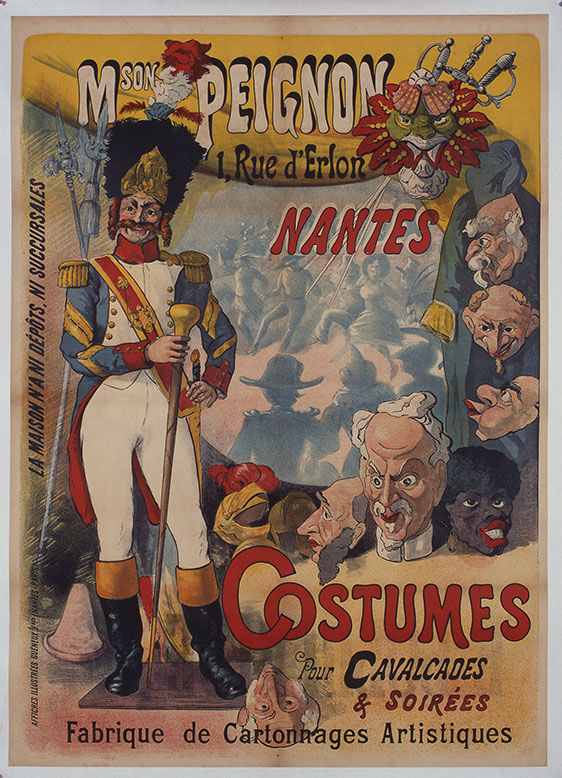
La maison de costumes Peignon était installée au n°1 de la rue d'Erlon vers 1900.

Le couvent des Cordelières Sainte-Elisabeth est fondé en 1632 entre les actuelles rues d'Erlon, Porte-Neuve, de l'Industrie et Mercœur. La Révolution met fin à l'activité de l'établissement, qui est démembré et vendu, en nombreuses parcelles, à des propriétaires privés.
Marie-Françoise Peignon fonde la Maison Peignon en 1853, au 1er de la rue. Vers 1894, la Maison occupe les n°1 à 3.  
Après avoir été baptisée « rue du Palais-de-Justice », la voie prend son nom actuel le 31 décembre 1856. 